# Pycnopsyche divergens
Pycnopsyche divergens is een schietmot uit de familie Limnephilidae. De soort komt voor in het Nearctisch gebied.